# غرايم روبرتسون
غرايم روبرتسون (بالإنجليزية: Graeme Robertson)‏ (1962 في المملكة المتحدة - ) هو لاعب كرة قدم بريطاني في مركز الظهير. لعب مع كوين أوف ساوث ونادي بارتيك ثيسل ونادي ألبيون روفرز.